# Jan V (prawosławny patriarcha Antiochii)
Jan V – chalcedoński patriarcha Antiochii w latach 995–1000.